# Чемпионат Греции по фигурному катанию
Чемпионат Греции по фигурному катанию — ежегодное соревнование по фигурному катанию среди фигуристов Греции. Спортсмены соревнуются в мужском и женском одиночном катании, в парном катании, а также в танцах на льду.

## Медалисты

### Мужчины
| Медалисты в мужском одиночном катании | Медалисты в мужском одиночном катании | Медалисты в мужском одиночном катании | Медалисты в мужском одиночном катании | Медалисты в мужском одиночном катании |
| ------------------------------------- | ------------------------------------- | ------------------------------------- | ------------------------------------- | ------------------------------------- |
| Год                                   | Место проведения                      | Золото                                | Серебро                               | Бронза                                |
| 1998                                  |                                       | Panagiotis Markouizos                 |                                       |                                       |
| 1999                                  |                                       | Panagiotis Markouizos                 |                                       |                                       |
| 2000                                  |                                       | Panagiotis Markouizos                 |                                       |                                       |
| 2001                                  |                                       | Panagiotis Markouizos                 | Grigoris Pigikoglou                   | Fanourios Liaskos                     |
| 2002                                  |                                       | Panagiotis Markouizos                 |                                       |                                       |
| 2003                                  |                                       | Panagiotis Markouizos                 | Ясон Ригас                            | Других участников не было             |
| 2004                                  |                                       | Зевс Иссариотис                       | Panagiotis Markouizos                 | Ясон Ригас                            |
| 2005                                  |                                       | Чемпионат не проводился               | Чемпионат не проводился               | Чемпионат не проводился               |
| 2006                                  |                                       | Зевс Иссариотис                       | Других участников не было             | Других участников не было             |
| 2007                                  |                                       |                                       |                                       |                                       |
| 2008                                  |                                       |                                       | Зевс Иссариотис                       | Других участников не было             |
| 2009                                  |                                       |                                       | Зевс Иссариотис                       | Других участников не было             |
| 2010—2014                             |                                       | Соревнования у мужчин не проводились  | Соревнования у мужчин не проводились  | Соревнования у мужчин не проводились  |

### Женщины
| Медалисты в женском одиночном катании | Медалисты в женском одиночном катании | Медалисты в женском одиночном катании | Медалисты в женском одиночном катании | Медалисты в женском одиночном катании |                           |
| ------------------------------------- | ------------------------------------- | ------------------------------------- | ------------------------------------- | ------------------------------------- | ------------------------- |
| Год                                   | Место проведения                      | Золото                                | Серебро                               | Бронза                                |                           |
| 1989                                  |                                       | Иоанна Контогеоргакопулу              |                                       |                                       |                           |
| 1990                                  |                                       | Иоанна Контогеоргакопулу              |                                       |                                       |                           |
| 1991                                  |                                       | Иоанна Контогеоргакопулу              |                                       |                                       |                           |
| 1998                                  |                                       | Анна Хатсиатанассиу                   |                                       |                                       |                           |
| 1999                                  |                                       | Анна Хатсиатанассиу                   |                                       |                                       |                           |
| 2000                                  |                                       | Ангелики Менагиа                      | Анна Хатсиатанассиу                   |                                       |                           |
| 2001                                  |                                       | Георгина Папавасилиу                  | Anna Анна Хатсиатанассиу              | Мария Мастогианнопулу                 |                           |
| 2002                                  |                                       | Георгина Папавасилиу                  | Мария Мастогианнопулу                 | Других участников не было             |                           |
| 2003                                  |                                       | Георгина Папавасилиу                  | Мария Мастогианнопулу                 | Артемис Кокораки                      |                           |
| 2004                                  |                                       | Георгина Папавасилиу                  | Мария Мастогианнопулу                 | Артемис Кокораки                      |                           |
| 2005                                  |                                       | Чемпионат не проводился               | Чемпионат не проводился               | Чемпионат не проводился               |                           |
| 2006                                  |                                       | Соревнования у женщин не проводились  | Соревнования у женщин не проводились  | Соревнования у женщин не проводились  |                           |
| 2007                                  |                                       |                                       |                                       |                                       |                           |
| 2008                                  |                                       | Мария Папасотириу                     | Других участников не было             | Других участников не было             |                           |
| 2009                                  |                                       | Мария Папасотириу                     | Георгия Гластрис                      | Мария Цакирис                         |                           |
| 2010                                  |                                       | Георгия Гластрис                      | Мария Папасотириу                     | Мария Цакирис                         |                           |
| 2011                                  |                                       | Георгия Гластрис                      | Димитра Корри                         | Катерина Папаниколау                  |                           |
| 2012                                  |                                       | Изабелла Шустер-Велисариу             | Георгия Гластрис                      | Димитра Корри                         |                           |
| 2013                                  |                                       | Георгия Гластрис                      | Димитра Корри                         | Других участников не было             | Других участников не было |
| 2014                                  |                                       | Димитра Корри                         | Георгия Гластрис                      | Катерина Папаниколау                  |                           |

### Пары
| Медалисты в парном катании | Медалисты в парном катании | Медалисты в парном катании            | Медалисты в парном катании            | Медалисты в парном катании            |
| -------------------------- | -------------------------- | ------------------------------------- | ------------------------------------- | ------------------------------------- |
| Год                        | Место проведения           | Золото                                | Серебро                               | Бронза                                |
| 2000                       |                            |                                       |                                       |                                       |
| 2001                       |                            | Соревнования среди пар не проводились | Соревнования среди пар не проводились | Соревнования среди пар не проводились |
| 2002                       |                            |                                       |                                       |                                       |
| 2003                       |                            | Соревнования среди пар не проводились | Соревнования среди пар не проводились | Соревнования среди пар не проводились |
| 2004                       |                            | Соревнования среди пар не проводились | Соревнования среди пар не проводились | Соревнования среди пар не проводились |
| 2005                       |                            | Чемпионат не проводился               | Чемпионат не проводился               | Чемпионат не проводился               |
| 2006                       |                            | Соревнования среди пар не проводились | Соревнования среди пар не проводились | Соревнования среди пар не проводились |
| 2007                       |                            |                                       |                                       |                                       |
| 2008                       |                            | Ariel Fay Gagnon / Чад Цагрис         | Других участников не было             | Других участников не было             |
| 2009                       |                            | Джессика Креншоу / Чад Цагрис         | Других участников не было             | Других участников не было             |
| 2010                       |                            | Джессика Креншоу / Чад Цагрис         | Других участников не было             | Других участников не было             |
| 2011—2014                  |                            | Соревнования среди пар не проводились | Соревнования среди пар не проводились | Соревнования среди пар не проводились |

### Танцы
| Медалисты в танцах на льду | Медалисты в танцах на льду | Медалисты в танцах на льду                         | Медалисты в танцах на льду                         | Медалисты в танцах на льду                         |
| -------------------------- | -------------------------- | -------------------------------------------------- | -------------------------------------------------- | -------------------------------------------------- |
| Год                        | Место проведения           | Золото                                             | Серебро                                            | Бронза                                             |
| 2000                       |                            |                                                    |                                                    |                                                    |
| 2001                       |                            | Соревнования среди танцевальных пар не проводились | Соревнования среди танцевальных пар не проводились | Соревнования среди танцевальных пар не проводились |
| 2002                       |                            |                                                    |                                                    |                                                    |
| 2003                       |                            | Соревнования среди танцевальных пар не проводились | Соревнования среди танцевальных пар не проводились | Соревнования среди танцевальных пар не проводились |
| 2004                       |                            | Соревнования среди танцевальных пар не проводились | Соревнования среди танцевальных пар не проводились | Соревнования среди танцевальных пар не проводились |
| 2005                       |                            | Чемпионат не проводился                            | Чемпионат не проводился                            | Чемпионат не проводился                            |
| 2006                       |                            | Соревнования среди танцевальных пар не проводились | Соревнования среди танцевальных пар не проводились | Соревнования среди танцевальных пар не проводились |
| 2007                       |                            |                                                    |                                                    |                                                    |
| 2008                       |                            | Christa Goulakos / Bradley Yaeger                  | Других участников не было                          | Других участников не было                          |
| 2009                       |                            | Никки Георгиадис / Грэхам Хокли                    | Christa Goulakos / Bradley Yaeger                  | Других участников не было                          |
| 2010                       |                            | Никки Георгиадис / Грэхам Хокли                    | Других участников не было                          | Других участников не было                          |
| 2011—2012                  |                            | Соревнования среди танцевальных пар не проводились | Соревнования среди танцевальных пар не проводились | Соревнования среди танцевальных пар не проводились |
| 2013                       |                            | Карина Гластрис / Николас Леттнер                  | Других участников не было                          | Других участников не было                          |
| 2014                       |                            | Соревнования среди танцевальных пар не проводились | Соревнования среди танцевальных пар не проводились | Соревнования среди танцевальных пар не проводились |